# Greisen
Un greisen és una roca metasomàtica de mitja temperatura formada com a producte de l'alteració de roques granítiques associades a mineralitzacions estanníferes. En els greisens, el quars es troba associat a moscovita, cassiterita, topazi, turmalina, rútil, fluorita, calcopirita, apatita, wolframita en general i, localment, a amazonita, andalusita i diàspor. Es caracteritza també per la manca de biotita i per a assemblar-se a un granit clar pel que fa a l'aspecte.

## Característiques
Els greisens són roques granades amb una mida de gra grollera. Solen presentar reflexos produïts per les miques blanques, sovint d'origen secundari. Poden presentar porositat miarolítica o tipus vuggy.

## Formació
Els greisens es formen típicament a partir de vetes que intersecten granits. La transició entre les dues roques és gradual, el que indica que el greisen es produeix produït a través de l'alteració del granit per vapors o fluids que circulen a través de fissures. Aquests vapors o fluids han de contenir fluor, bor i probablement liti, ja que aquests elements es troben en el topazi, la mica i la turmalina, minerals presents en els greisens. El canvi metasomàtic és induït pels vapors alliberats pel magma de granit quan es refreda. Els greisens estan estretament relacionat amb schorl, tant en la seva composició mineralògica com en el seu origen.